# Cutchi-Swahili jezik
Cutchi-Swahili jezik (ISO 639-3: ccl), kreolski jezik temeljen na swahiliju [swh], govori ga 46 000 ljudi u Keniji (2000) i nepoznat broj u Tanzaniji. U Tanzaniji se govori u regijama Dar es Salaam, Dodoma, Mwanza i Arusha. 
Koriste ga uglavnom Azijati u kontaktu s osobama (Afrikancima i drugim Azijatima) koje ne govore engleski [eng], a prvi je jezik kod nekih Gudžarata koji su u Tanzaniju došli iz Zanzibara. U upotrebi je i engleski.

## Vanjske poveznice
- Ethnologue (14th)
- Ethnologue (15th)